# DBL Rookie of the Year
De Dutch Basketball League Rookie of the Year-prijs wordt elk jaar uitgereikt aan de beste Nederlandse nieuwkomer in de Dutch Basketball League, ook wel de Eredivisie genoemd. De prijs wordt uitgereikt door de Federatie Eredvisie Basketbal sinds 1975.

## Winnaars
| Seizoen | Speler                | Positie | Nationaliteit | Team                             |       |
| ------- | --------------------- | ------- | ------------- | -------------------------------- | ----- |
| 1974–75 | René Vervoorn         |         | Nederland     | Transol Rotterdam-Zuid           |       |
| 1975–76 | Cock van de Lagemaat  |         | Nederland     | Buitoni Haarlem                  |       |
| 1976–77 | Jos Wolfs             |         | Nederland     | Buitoni Haarlem (2)              |       |
| 1977–78 | Eric van Solm         |         | Nederland     | Radio Musette Rotterdam-Zuid (2) |       |
| 1978–79 | René Ridderhof        |         | Nederland     | Frisol Rowic Dordrecht           |       |
| 1979–80 | Jelle Esveldt         |         | Nederland     | Rotterdam-Zuid (3)               |       |
| 1980–81 | Michael de Jager      |         | Nederland     | Eve & Adam Stars Haarlem         |       |
| 1981–82 | Jos Kuipers           |         | Nederland     | Nashua Den Bosch                 |       |
| 1982–83 | Kees Zoutman          |         | Nederland     | ONRO Rotterdam-Zuid (4)          |       |
| 1983–84 | Guus Schuyt           |         | Nederland     | Canadians Amsterdam              |       |
| 1984–85 | Okke te Velde         |         | Nederland     | Canadians Amsterdam (2)          |       |
| 1985–86 | Jos Bams              |         | Nederland     | Kaypro Weert                     |       |
| 1986–87 | Paul Santen           |         | Nederland     | ICL Zaandam                      |       |
| 1988–89 | Marcel Huijbens       |         | Nederland     | Orca's Urk                       |       |
| 1989–90 | Gerard Ackermans      |         | Nederland     | Expand Eindhoven                 |       |
| 1990–91 | Jeroen van Veen       |         | Nederland     | DAS Delft                        |       |
| 1991–92 | Virgil Ormskerk       |         | Nederland     | De Schietstreek Rotterdam        |       |
| 1992–93 | Eric van der Sluis    |         | Nederland     | Commodore Den Helder             |       |
| 1993–94 | Brian Benjamin        |         | Nederland     | BV Haarlem                       |       |
| 1994–95 | Peter van Rij         |         | Nederland     | De Schietstreek Rotterdam (2)    |       |
| 1995–96 | Patrick Faydherbe     |         | Nederland     | Celeritas/Donar Groningen        |       |
| 1996–97 | Harvey van Stein      |         | Nederland     | Akrides IJmuiden                 |       |
| 1997–98 | Raoul Heinen          |         | Nederland     | Ricoh Astronauts Amsterdam       |       |
| 1998–99 | Roberto van den Broek |         | Nederland     | RZG Donar (2)                    |       |
| 1999–00 | Ron Borstel           |         | Nederland     | Canoe Jeans Den Bosch            |       |
| 2000–01 | Sydmill Harris        |         | Nederland     | Ricoh Astronauts Amsterdam (2)   |       |
| 2001–02 | Tjoe de Paula         | SG      | Nederland     | BC Noordkop Den Helder (2)       |       |
| 2002–03 | Kees Akerboom jr.     | SF      | Nederland     | EBBC Den Bosch                   |       |
| 2003–04 | Rogier Jansen         | PG      | Nederland     | MPC Capitals                     |       |
| 2004–05 | Terry Sas             | SG      | Nederland     | BC Omniworld Almere              |       |
| 2006–07 | Calvin Smith          | SF      | Nederland     | Polynorm Giants                  |       |
| 2007–08 | Jeroen Slor           | SF      | Nederland     | Rotterdam Challengers            |       |
| 2008–09 | Joey Schelvis         | SG      | Nederland     | Zorg en Zekerheid Leiden         |       |
| 2009–10 | Mohamed Kherrazi      | PF      | Nederland     | ABC Amsterdam (3)                |       |
| 2010–11 | Craig Osaikhwuwuomwan | C       | Nederland     | ABC Amsterdam (4)                |       |
| 2011–12 | Valentijn Lietmeijer  | SG      | Nederland     | Lasaulec Aris                    |       |
| 2012–13 | Berend Weijs          | PF      | Nederland     | BC Apollo                        | [ 1 ] |
| 2013–14 | Joshua Duinker        | PF      | Australië     | Zorg en Zekerheid Leiden         | [ 2 ] |
| 2014–15 | Daan Rosenmuller      | SF      | Nederland     | BSW                              | [ 3 ] |
| 2015–16 | Freek Vos             | PF      | Nederland     | Landstede Basketbal              | [ 4 ] |
| 2016–17 | Olaf Schaftenaar      | PF      | Nederland     | Landstede Basketbal              | [ 5 ] |